# Hypsacantha
Hypsacantha is een monotypisch geslacht van spinnen uit de  familie van de wielwebspinnen (Araneidae).

## Soort
- Hypsacantha crucimaculata Dahl, 1914